# 八里桥
39°54′24″N 116°36′52″E / 39.906584°N 116.614463°E
永通桥，俗称八里桥和八里庄桥，位于北京市通州区与朝阳区交界处的通惠河上，地属朝阳区管庄乡。
永通桥是京杭大运河北京段保存最完整、形制最精美的石桥。1984年，永通桥及石道碑列为第三批北京市文物保护单位。2006年，永通桥及石道碑列为第六批全国重点文物保护单位——京杭大运河的子项。2013年，合并至大运河。

## 简介
永通桥在通惠河五闸普济闸以东，为通惠河上有名的古桥，因为距离通州老城以西八里之处而得俗名“八里桥”。如今的八里桥处在通州区与朝阳区的交界处。北京地铁八通线八里桥站便位于该桥稍南处。该桥地理位置重要，是明清两朝漕运入京及清朝皇帝东谒清东陵的必经之道，也是通州通往北京城的要道。该桥是北京三大具有防御功能的古桥之一（其他两座是卢沟桥、朝宗桥）。另一种说法称该桥是拱卫京师四大桥之一（其他三座是卢沟桥、朝宗桥、马驹桥）。
永通桥始建于明朝正统十一年（1446年）。正统帝赐桥名“永通”。《永通桥记》载：“通州城西八里河，京都诸水汇流而东。河虽不广，每夏秋之交雨水泛滥，常架木为桥，比舟为梁，数易辄坏。”所以明朝朝廷决定在这里兴建该石桥。该桥平面呈南北向，横跨在通惠河上，为三孔联拱实心栏板石桥。此桥长50米，宽16米，两侧设有石栏，每侧望柱各33根，每个望柱头雕有石狮，石狮神态各异，堪与卢沟桥的石狮媲美。此桥桥面由花岗石铺成，各桥石之间用铁连嵌，使桥面连成一体，非常坚固。桥身用灰土填实夯固，灰土外有砖墙。四只石雕镇水兽卧在雁翅上。为使通惠河行船方便，该桥中间的券孔非常高大，两侧桥洞则小很多。旧时民间谚语称：“八里桥下不落桅”，称赞此桥通行船只之便利。
|  | 通惠河 北京 大通桥 庆丰闸 通流闸 平津闸 天妃宫 通州 新城 永通桥 普济下闸 石霸                  |
|  | 明代吳仲撰《通惠河志》中的“通惠河圖”（中国古代地图的方位习惯与现在相反，为上南下北左東右西）。 |

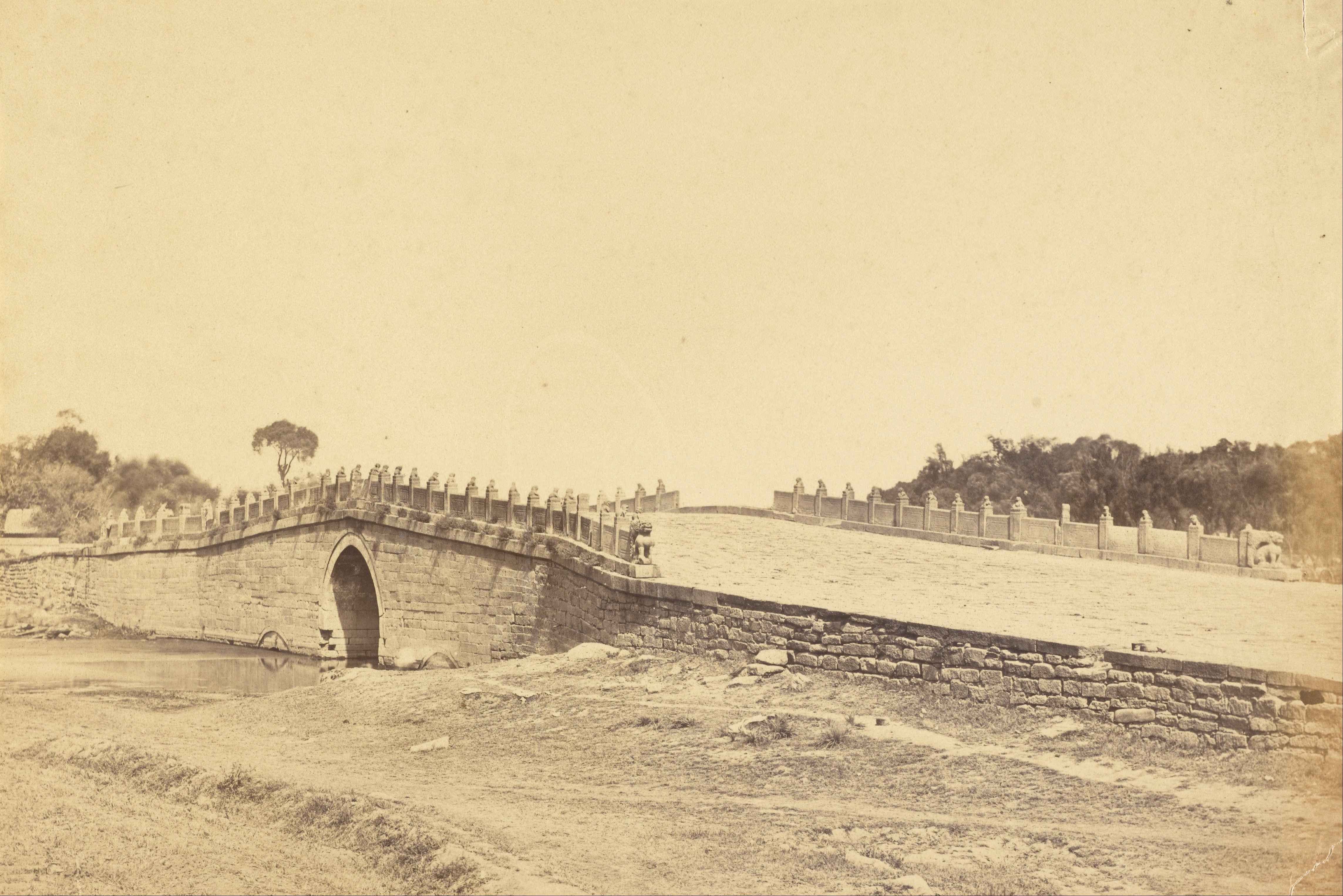
1860年，费利斯·比特拍摄的永通桥，是北京市最早的照片之一。

清朝咸丰十年（1860年），在第二次鸦片战争中，清朝遭到英法联军进攻，天津、通州先后失守。清政府调集3万军队，于1860年9月21日在永通桥（八里桥）和英法联军血战，史称八里橋之戰。八里桥为北京至天津间的水路要地，东距通州八里，西距北京城三十里。英法联军若从通州进攻北京城，须经八里桥。清军在八里桥准备同英法联军决战。当时清军统帅僧格林沁在奏折中向朝廷立誓：“奴才等现在督带官兵退八里桥以扼赴京道路。奴才等赶紧再振军心，倘该夷由通（州）上犯，奴才等惟有与之以死相拼。”清军在八里桥与英法联军遭遇，战况极其惨烈。僧格林沁率蒙古马队多次冲锋，皆未成功，清军在英法联军枪炮攻击下死伤惨重，但守桥的清军仍非常英勇，“他们中没有一个后退，全都以身殉职。”在八里橋之戰中，清军损失2万多人，英法联军仅损失12人（一说损失为1200人）。最终，清军失守八里桥。据参加战斗的法国军人回忆，战斗自清晨七时许开始，直打到中午。在大炮轰击之下，八里桥的石栏被炸得粉碎，很多石狮被炸毁，桥面上堆满清军官兵尸体。
八里桥为北京城最后的屏障。八里橋之戰的次日，1860年9月22日，居住在圆明园的咸丰帝逃往热河避暑山庄。1860年10月18日，英法联军劫掠圆明园后焚毁该园。八里桥之战后，清政府修复了受损的八里桥，但一些炮弹造成的损伤仍然存留下来。
2002年至2005年间，北京市乃至中国多家媒体曾报道该桥遭严重破坏，文物部门表示：“2003年已将八里桥文物保护列入北京市人文奥运补助项目，保存它的历史价值，但修复起来工程规模巨大，将与其他相关部门进行协商解决。”但保护工作一直没有进展。2006年，该桥桥面、石拦板、石狮许多遭到毁坏，还被人用油漆喷上的小广告。
八里桥东侧有清朝雍正十一年（1733年）《御制通州石道碑》。此碑是为纪念雍正七年（1729年）敕筑北京朝阳门至通州各仓、码头间石道之事而立。该石碑南向面朝道路，艾叶青石制，总高七米。碑额篆刻“御制”二字，碑身阴刻御笔，左为汉文，右为满文，文字四周浮雕群龙游水。上述石道由于抢修过快，路基较软，工程质量较差，运输量增大，不过数年石道已经变得坎坷不平。乾隆二十二年至二十五年（1757年至1760年），重修京通石道，又有重修朝阳门石道碑，立在三间房以西，形制与该石道碑相同。石道碑的碑文中有“潞河为万国朝宗之地，四海九州岁致百货，千樯万艘，辐辏云集，商贾行旅梯山航海而至者，车毂织路，相望于道，盖仓庾之都会而水路之冲达”之语，描写了当年通州经济的繁荣景象。
|  | 通州 新城 北門 南門 新城南門 西門 東門 北極閣 文昌閣 敵樓 舊敵樓 鼓樓 文殊塔 南溪閘 減水閘 通流閘 新城大街 西大街 北大街 东大街 南关大街 南大街 西顺城街 天成巷 帥府街 東關大街 十字街 大、小紅牌樓胡同 新街下坡胡同 新街口 西倉 南倉 中倉 馬家胡同 熊家胡同 四眼井胡同 史家胡同 白將胡同 大条胡同 二条 三条胡同 小燒酒胡同 半截胡同 大燒酒胡同 中倉胡同 倉溝 史家胡同 石板胡同 如意胡同 蔡家胡同 教子胡同 東塔胡同 前剪子巷 后剪子巷 豆腐巷 八里橋 通利橋 哈叭橋 善人橋 臥虎橋 吾党橋 東水關 南水關 東海 西海 葫蘆頭 石壩 土壩 北運河 通州衛 理事廳 倉場署 刑錢府 江蘇局 浙江局 貢院 後營 東營房 西營房胡同 定邊衛 北後街 南街 黃亭 聖教寺 慈航寺 靜安寺 觀昌寺 文廟 武聖廟 大關廟 龍王觀 三官廟 萬壽宫 碧霞宫 射園 北果市 牛市口 魚市 糧食市 江米店 東柵欄口 西柵欄口 玉带河 |
|  | 光緒《通州志》中的“城池圖” |

## 文物保护

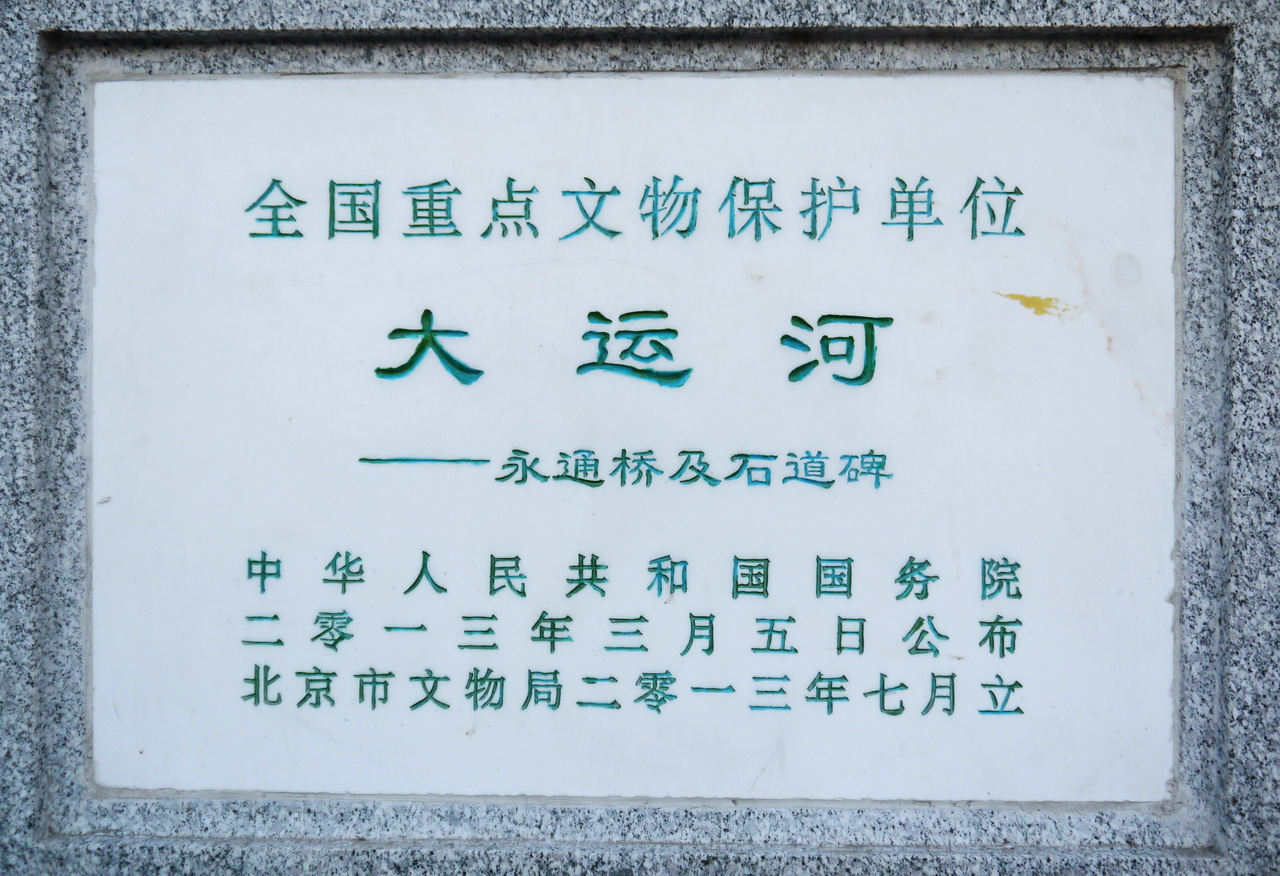
第七批全国重点文物保护单位标志碑

1984年5月，八里桥与御制通州石道碑以“永通桥及石道碑”之名，列入第三批北京市文物保护单位。2006年，“永通桥及石道碑”做为大运河北京段的文物点，被列为第六批全国重点文物保护单位——京杭大运河的子项。2013年，“永通桥及石道碑”随之并入第七批全国重点文物保护单位——大运河内。
虽然已经有五百多年的历史，八里桥还长期承担了承载机动车行驶的任务。2019年，老桥西边约152米处新建的六车道新八里桥竣工，老桥才结束了交通承载使命。新桥为了呼应老桥，采用拱桥设计；为了避免影响老桥历史风貌，不高于老桥。
应国家文物局、北京市文物局对永通桥整体修缮方案的要求，朝阳区方面在2021年启动永通桥修缮工程。修缮工程遵循修旧如旧原则，剔除现代修缮痕迹，将桥面以及周边的两千多块条石全部还原，并整修桥梁的安全隐患部位，恢复其历史风貌。开展修缮工程的同时，同步推进永通桥数字化保护工作，用以展示桥梁基本信息和修缮过程。修缮工程历时两年，于2023年完工。
2024年6月6日，举办永通桥（八里桥）文物活化利用启动仪式暨大运河申遗十周年活动，故宫博物院学术委员会主任、中国文物学会专家委员会主任单霁翔与北京市文物局一级巡视员向德春，中共朝阳区委常委、宣传部部长孟锐一同出席。永通桥正式对市民开放。